# Volksrepublik Ungarn
Die Volksrepublik Ungarn (ungarisch Magyar Népköztársaság, wörtlich Ungarische Volksrepublik), kurz VR Ungarn, war ein sozialistischer Staat in Mitteleuropa, der von 1949 bis 1989 existierte.

## Geschichte

### Entstehung und Vorgeschichte
Zunächst sahen die Alliierten nach dem Krieg für Ungarn eine demokratische Verfassung vor. 1945 wurde das uneingeschränkte Wahlrecht wiederhergestellt.
Nachdem die Kommunisten bei der Parlamentswahl am 4. November 1945 eine empfindliche Niederlage erlitten hatten, begannen sie mit unsauberen Methoden nach der Macht zu greifen. Auch als die Unabhängige Partei der Kleinlandwirte, der Landarbeiter und des Bürgertums (FKgP) zerschlagen war, erreichte die Ungarische Kommunistische Partei (MKP) bei der Parlamentswahl am 31. August 1947 nur 22,3 % der Stimmen. Am 12. Juni 1948 wurde die Zwangsvereinigung von MKP und Sozialdemokratischer Partei zur „Partei der Ungarischen Werktätigen“ (ungarisch Magyar Dolgozók Pártja bzw. MDP) formell vollzogen. Bald darauf wurden die anderen Parteien aufgelöst; bei der Parlamentswahl am 15. Mai 1949 war nur noch eine Partei – die MDP – zugelassen. 1948 wurde das Land dem Kommunismus nach sowjetischem Vorbild unterworfen. Das gleiche Wahlrecht für beide Geschlechter wurde zu einem formalen Recht degradiert.

### Ära Rákosi
Am 20. August 1949 wurde eine Verfassung nach sowjetischem Vorbild beschlossen.
Von 1948 bis 1953 praktizierten die ungarischen Kommunisten unter Mátyás Rákosi einen stalinistischen Kurs.
Bis 1953 wurden mehrere Schau- und Geheimprozesse veranstaltet, z. B. gegen Kardinal József Mindszenty, Paul Esterházy und László Rajk. Die ungarische politische Polizei Államvédelmi Hatóság (ÁVH) begann 1945 politische Gegner zu verfolgen. Sie wurde auch und besonders in den eigenen Reihen der Kommunisten gefürchtet. János Kádár war für die Verhaftung von László Rajk verantwortlich. 1951 wurde auch Kádár der Unterstützung Titos angeklagt und verhaftet.
Ein letzter Geheimprozess 1953 sollte die Ermordung des schwedischen Diplomaten Raoul Wallenberg durch zionistische Verschwörer „beweisen“; Károly Szabó wurde im April 1953 festgenommen und ein halbes Jahr inhaftiert.
Nach Stalins Tod am 5. März 1953 begann im Juni 1953 unter Ministerpräsident Imre Nagy eine Periode vorsichtiger Liberalisierung. Die weitgehend unverändert gebliebene Parteispitze entmachtete Nagy am 18. April 1955. Sein Nachfolger András Hegedüs machte Nagys Reformen rückgängig („Restalinisierung“, Restauration), was den Volksaufstand 1956 begünstigte. Rajk wurde 1956 rehabilitiert und am 6. Oktober 1956 unter großer öffentlicher Anteilnahme feierlich beerdigt (Näheres hier).

### Ungarischer Volksaufstand

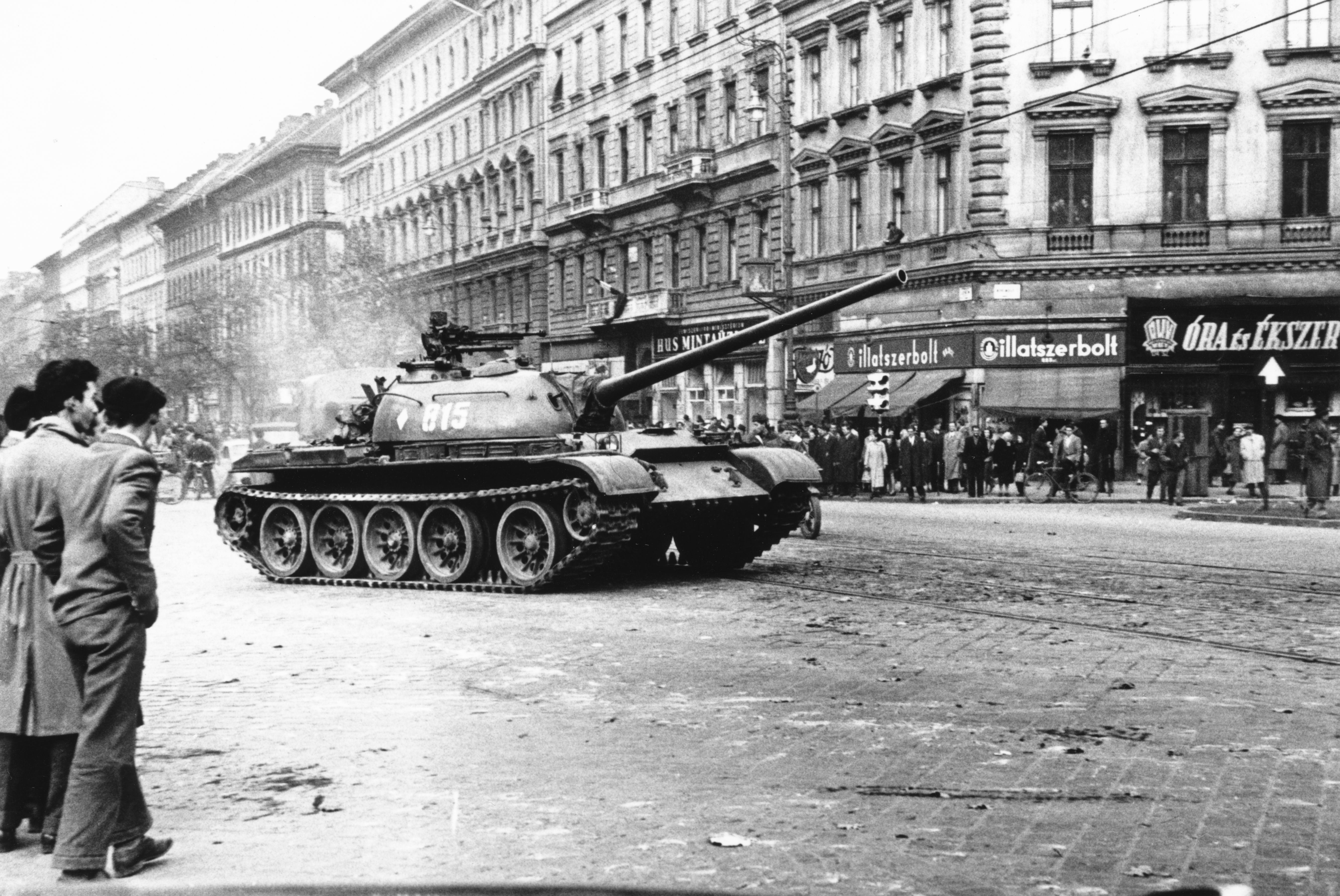
Sowjetischer Panzer in Budapest während des Volksaufstandes

Am 23. Oktober 1956 begann ein Volksaufstand, in dessen Verlauf Imre Nagy erneut zum Ministerpräsidenten ernannt wurde.
Der Aufstand wurde durch die sowjetische Armee blutig niedergeschlagen. Insgesamt fünf sowjetische Divisionen waren zwischen dem 1. November und 4. November daran beteiligt; als Besatzungsarmee verblieben etwa 100.000 sowjetische Soldaten in Ungarn. Imre Nagy wurde im Juni 1958 in einem Geheimprozess zum Tode verurteilt und am gleichen Tag gehängt. Bis 1963 wurden ca. 400 Menschen, vorwiegend Arbeiter, als Vergeltung für den Aufstand hingerichtet. Über 200.000 Ungarn verließen nach dem gescheiterten Volksaufstand das Land und emigrierten nach Westeuropa und Nordamerika. Danach verschlechterten sich die Beziehungen Ungarns zu den Vereinigten Staaten drastisch. Am 4. November 1956 verurteilte die auf Betreiben der USA einberufene Generalversammlung der Vereinten Nationen in der Resolution 1004 (ES-II) mit 50 gegen 8 Stimmen (Russische Sowjetrepublik, Ukrainische Sowjetrepublik, Weißrussische Sowjetrepublik, Rumänien, Bulgarien, Tschechoslowakei, Polen, Albanien) bei 15 Enthaltungen (Afghanistan, Burma, Ceylon, Ägypten, Finnland, Indien, Indonesien, Irak, Jordanien, Libyen, Nepal, Saudi-Arabien, Syrien, Jemen und Jugoslawien) die sowjetische Intervention in Ungarn. Ab 1960 liefen geheime Verhandlungen zwischen den USA und der Kádár-Regierung in Ungarn, die in einem nicht schriftlich niedergelegten Abkommen am 20. Oktober 1962 mündeten. In dessen Folge erließ die ungarische Regierung 1963 eine Generalamnestie für die nach 1956 Verurteilten, und die Vereinigten Staaten unternahmen im Gegenzug keine Anstrengungen mehr, die ungarische Frage vor die Vollversammlung der Vereinten Nationen zu bringen. Eine weitere Belastung des US-amerikanisch-ungarischen Verhältnisses stellte der Fall József Mindszentys dar. Der Erzbischof und Kardinal war 1956 im Volksaufstand aus der Haft befreit worden und hatte sich in der Endphase des Aufstandes in die US-amerikanische Botschaft in Budapest geflüchtet. Nach 15 Jahren in der Botschaft verließ Mindszenty schließlich auch auf Drängen des Papstes die Botschaft und ging ins Exil.

### Ära Kádár
Ab 1956 war János Kádár neuer Partei- und Regierungschef. Seine Amtszeit währte 32 Jahre bis zum Mai 1988.

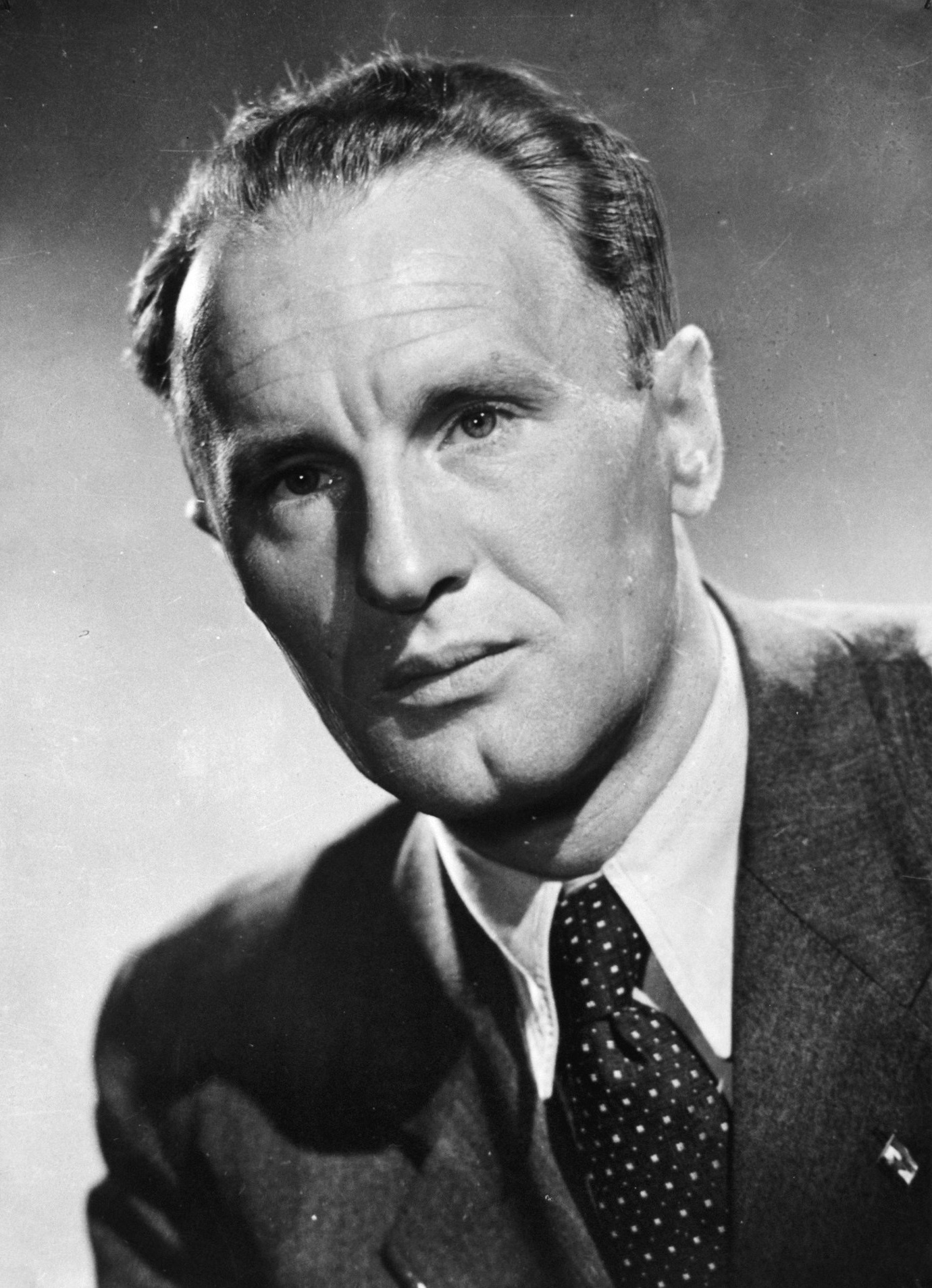
János Kádár, 1962

#### Konsolidierung zwischen 1956 und 1963
Nach der Niederschlagung des Ungarischen Volksaufstands, während dessen Mátyás Rákosi sein Amt niederlegte, wurde Kádár von Moskau als politischer Führer Ungarns eingesetzt. Mit grausamer Vergeltung restaurierte er die Institutionen der Diktatur und gründete die Ungarische Sozialistische Arbeiterpartei (MSZMP). So gelang es ihm auch, die sich neu formierenden stalinistischen Gegner im Zaum zu halten.
Die Politik der Vereinten Nationen und Westeuropas war in der sogenannten „ungarischen Frage“ eindeutig. Es sollte keine Rückkehr zur Politik vor 1956 geben und Rákosi, Ernő Gerő und ihre Genossen sollten in Ungarn keinen Einfluss mehr haben. Die Legitimation Kádárs, und damit des Regimes, war an den UNO-Beitritt gebunden. Allerdings verurteilten die Vereinten Nationen das System in ihrer Stellungnahme, und die „ungarische Frage“ stand bis zum Kádár-Kompromiss auf der Tagesordnung.
Die ÁVH Staatsschutzbehörde – die am 6. September 1948 gegründete Abteilung des Innenministeriums, die Nachfolgeorganisation der vormaligen ÁVO (Magyar Államrendőrség Államvédelmi Osztálya, „Staatsschutzabteilung der Ungarischen Staatspolizei“) – wurde nach dem Volksaufstand 1956 nicht neu organisiert. Die ehemaligen Mitglieder der ÁVH konnten sich bei anderen exekutiven Staatsorganen melden. Sie wurden häufig bei der sich neu formierenden Polizei übernommen. Zu Beginn des Jahres 1957 wurde zudem eine neue, paramilitärisch strukturierte bewaffnete Organisation gegründet. Sie erhielt den Namen Munkásőrség (Arbeiterwache), war von Militär und Polizei unabhängig und unterstand direkt dem Zentralkomitee der MSZMP. Ihre Mitglieder, die meisten von ihnen Fabrikarbeiter, erhielten ideologische und praktische Schulungen, einen Waffenschein, Handfeuerwaffen und graue Uniformen. Sie und die Polizei hatten den Auftrag, bei Massenveranstaltungen die öffentliche Ordnung zu bewahren. Die Organisation Munkásőrség hatte bald 60.000 Mitglieder; einen Einsatzbefehl für Dienste an der Waffe gab es nie.
Im Interesse des Kompromisses mit der UNO erließ Kádár 1956 eine allgemeine Amnestie für die Verurteilten. Es dauerte aber bis zum 15. März 1963, bis etwa 80 % der Gefangenen freigelassen wurden. Im Austausch wurde die VR Ungarn international anerkannt und die Delegation und der Empfang von Botschaftern ermöglicht. Das System gestattete mehr private Freiheiten und Karrieremöglichkeiten, die strengen Barrieren politischer Aktivitäten wurden aber beibehalten. Dennoch wurde die „ungarische Frage“ im Austausch für die erweiterten Freiheiten von der Agenda der Vereinten Nationen gestrichen.

#### Der späte Kádárismus 1963 bis 1979
Die Parteiführung nahm bis 1963 einen autoritären Stil an und strebte nicht mehr nach totalitärer Diktatur und vollständiger Überwachung. Kádár verkündete „wer nicht gegen uns ist, ist mit uns“ („aki nincs ellenünk, az velünk van“). Es war nicht mehr verpflichtend, an das System zu glauben, aber oppositionelle Handlungen, egal ob mit Worten oder in anderer Form, waren weiterhin verboten.
Einige Themen waren in der gelenkten Öffentlichkeit Tabu: die Legitimität und die ideologischen Grundlagen des Systems durften nicht in Frage gestellt werden, beispielsweise die Notwendigkeit der Diktatur des Proletariats oder die sowjetische Besatzung. Auch die innerhalb von Fabriken bestehende Arbeitslosigkeit, die weiter existierende Armut, die Bewertung der harten Linie Kádárs nach dem Beginn des Ungarischen Volksaufstandes 1956, sowie die Person János Kádár selbst waren indiskutabel.
Die meisten Themen konnten jedoch praktisch in der unter Parteieinfluss stehenden Presse von Teilen der Intellektuellen kontrovers diskutiert werden. Andererseits breitete sich die Überwachung durch den ungarischen Staatssicherheitsapparat in der Bevölkerung aus und das Netz von Denunzianten wuchs. Es erreichte aber nicht annähernd Ausmaße wie in der DDR.
Die Wirtschaftspolitiker des Kádár-Regimes beschäftigte seit Beginn der 1960er Jahre die Umstellung der Produktion von der extensiven auf die intensive Phase, also die Steigerung der Effizienz, Qualitätsverbesserung und Anpassung an den Markt. Mit der Planung der Reformen wurde der Wirtschaftspolitiker Rezső Nyers beauftragt. Seine Reformpläne wurden im Mai 1966 anerkannt und mit Beginn des Jahres 1968 eingeführt. Ähnliche Reformgedanken beschäftigten in den 1960er Jahren auch die Führung der sozialistischen Bruderländer DDR (Neues Ökonomisches System der Planung und Leitung), Tschechoslowakei (Ota Šik: Der dritte Weg) und Bulgarien; dort wurde jedoch eine radikale Umgestaltung der Planwirtschaft nicht in die Praxis umgesetzt.
Die Wirtschaftsreformen unter Kádár (új gazdasági mechanizmus) brachten drei maßgebliche Veränderungen mit sich: 1. Verringerung der staatlichen Planung, mehr Autonomie für die Betriebe; 2. Reform der Preisentstehung (freie Preisentwicklung innerhalb staatlich festgelegter Höchst- und Minimalpreise); 3. Modifizierung der Löhne und Gehälter. 
1968 nahmen Truppen der ungarischen Streitkräfte am  Einmarsch einiger Warschauer-Pakt-Staaten in die ČSSR teil, der den Prager Frühling niederschlug.
Vor dem Hintergrund der Restalinisierungspolitik von Leonid Breschnew (16. Juni 1977 bis 10. November 1982 mächtigster Mann in der Sowjetunion) wurde der Einfluss der ungarischen Reformsozialisten Rezső Nyers, Lajos Fehér, Jenő Fock und György Aczél ab 1972 eingeschränkt und der Reformeifer von Kádár stark relativiert.
Das späte Kádár-Regime war von steigendem Lebensstandard gekennzeichnet, beispielsweise war es unter Vorbehalten erlaubt, bis zu dreimal im Jahr in den Westen zu reisen, es wurden Unterstützungen für den Wohnungsbau gezahlt und die gesundheitliche Versorgung wurde verbessert. Die Quelle des Wachstums war die Produktion, die im landwirtschaftlichen Sektor regelrecht aufblühte, sich in anderen Bereichen jedoch nur langsam weiterentwickelte.
Ungarn geriet aber immer mehr in wirtschaftliche Abhängigkeit vom Westen. Bis einschließlich 1973 war der Rat für gegenseitige Wirtschaftshilfe nicht in der Lage, ausreichende Hilfeleistungen zu geben. Obwohl es in Widerspruch zum System stand, begann die Parteiführung ab 1973 regelmäßig westliche, vor allem japanische Kredite aufzunehmen, um den Mangel an zahlreichen Produkten auszugleichen. Diese Zwiespältigkeit blieb bis zum Zerfall des Kádár-Regimes bestehen. Westliche Journalisten beschrieben die Atmosphäre dieser Jahre mit dem Ausdruck „die fröhlichste Baracke“ des Kommunismus (a legvidámabb barakk).
Ab den 1960er Jahren erfolgte eine vorsichtige innenpolitische Liberalisierung und ab 1968 auch Wirtschaftsreformen und die Zeit des Gulaschkommunismus begann. Im März 1973 kam es auch zu einem Abkommen über die bislang strittigen Vermögensfragen; in den folgenden Jahren bediente Ungarn alte Kreditforderungen aus den Nachkriegsjahren 1921/22 und zahlte Entschädigungen für 1947/48 verstaatlichtes amerikanisches Eigentum. Zu einem Streitpunkt von tiefergehendem Symbolwert entwickelte sich die Frage der Rückgabe der ungarischen Kroninsignien, einschließlich der Stephanskrone, des jahrhundertelangen Staatssymbols Ungarns, die 1945 nach Kriegsende in amerikanische Hände geraten waren. Die USA standen insbesondere nach 1956 auf dem Standpunkt und wurden darin auch von exil-ungarischen Verbänden bestärkt, dass die Rückgabe nur an ein freies Ungarn erfolgen könne. Angesichts der zunehmenden innenpolitischen Entspannung in Ungarn und der aus Sicht der USA überwiegend konstruktiven Außenpolitik der Kádár-Regierung wurden die Kroninsignien 1977 zurückgegeben.

#### Niedergang des Kádársystems
Die Brisanz der wirtschaftlichen Probleme, die Verschuldung und die steigende Abhängigkeit von westlichen Importen erhöhte das Unsicherheitsgefühl der kommunistischen Führung. Eine wichtige Lehre aus dem Volksaufstand von 1956 war es, den Lebensstandard nicht zu senken, auch wenn die wirtschaftliche Basis für diesen Standard nicht vorhanden war.
Im Jahr 1982 war der Staat nahe am Bankrott. Einen Ausweg boten Kredite des Internationalen Währungsfonds und die Weltbank, was bedeutete, dass Ungarn in die beiden größten kapitalistischen Organisationen eintreten musste. Dementsprechend wurde das Land 1982 Mitglied des IMF und ein Jahr später der Internationalen Bank für Wiederaufbau und Entwicklung. Die Auslandsverschuldung von 9 Mrd. US-Dollar im Jahre 1982 stieg bis 1989 auf 20 Milliarden.
Die Regierung blieb weiter der Partei untergeordnet, und das Parlament blieb bis zu den ersten freien Wahlen in derselben Formation. Nach 1979 erschien aber die erste oppositionelle Gruppe, und auch innerhalb der Partei begannen erste Reformen. Langsam breitete sich die demokratische Opposition aus. Ihre großen beiden Flügel waren die ländlich orientierten und die städtisch-liberalen Gruppen, was eine traditionelle Konfliktiline in der ungarischen Parteienlandschaft widerspiegelt. Im Jahr 1981 wurde mit dem Beszélő eine oppositionelle Zeitschrift gegründet. Es folgten die Zeitschriften Hírmondó im Jahr 1984, Magyar Demokrata (1986) und Hitel (1989). Ab 1985 ebnete die Politik des neuen sowjetischen Parteisekretärs Gorbatschow den Weg für einen friedlichen Systemwechsel.
Die ungarische Regierung und die Weltbank schlossen am 1. Juli 1988 den ISAL-Vertrag (Ipari szerkezetátalakítási kölcsön, „Darlehen für industrielle Umstrukturierung“), in dessen Rahmen unter anderem gesellschaftspolitische Gesetze akzeptiert wurden. So wurde es möglich, staatliche Unternehmen in Aktiengesellschaften umzuwandeln, natürliche Personen konnten Aktien kaufen und hatten Stimmrechte. Auch die Gründung von Kleinunternehmen wie einer Korlátolt felelősségű társaság (Kft., entspricht in etwa der deutschen GmbH) war möglich. Die Einkommensteuer wurde umstrukturiert, Subventionen für die Eisenindustrie und Kohlebergwerke sowie Preisunterstützungen für Produzenten und Verbraucher gesenkt.
Im Jahr 1987 wurde in Lakitelek die erste oppositionelle Partei, das Ungarische Demokratische Forum (MDF), gegründet. Die Partei wurde vom Regime nicht verfolgt, da so die Verhandlungen am Runden Tisch mit einem legalen Gesprächspartner abgehalten werden konnten. 1988 wurden sogenannte „Fachwohnheime“ (Szakkollégium) gegründet, in denen Studenten politisch aktiv waren. Bekannte Kollegien sind das István Bibó Szakkollégium der ELTE und das László Rajk Szakkollégium an der Corvinus-Universität. Einige ihrer Mitglieder kandidierten für die sogenannten „Intellektuellen der Fachkollegien“ (szakkollégiumi értelmiség), darunter Viktor Orbán, Gábor Fodor, László Urbán und auch einige Dozenten wie István Stumpf. Die meisten sind bis heute im politischen Leben vertreten.
1988 setzte der friedliche Systemwechsel mit der Bildung erster Oppositionsgruppen ein. Am 27. Mai 1988 gab Kádár aus Alters- und Gesundheitsgründen sowie angesichts wachsender ökonomischer Schwierigkeiten Ungarns sein Amt als Generalsekretär der KP auf. Károly Grósz (1930–1996) wurde sein Nachfolger. Zum 1. Januar 1988 wurde den Ungarn Reisefreiheit auch ins westliche Ausland gewährt. In der Partei übernahmen Ende 1988 Wirtschaftsreformer die Macht, Miklós Németh wurde im November 1988 Ministerpräsident (dieses Amt hatte seit 1987 Grósz bekleidet). Németh strich – eine seiner ersten Amtshandlungen – die Etatposten „Instandhaltung des Signalsystems“ an der Grenze zu Österreich. Ungarn hatte damals Auslandsschulden in Höhe von etwa 17 Milliarden US-Dollar. Am 6. Juli 1989 wurde Imre Nagy rehabilitiert.
Anfang Mai 1989 begann Ungarn, die Grenzanlagen zu Österreich abzubauen. Ein Faktor dafür waren wohl Kostengründe; die fällige Reparatur des baufälligen Grenzzauns war der ungarischen Regierung zu teuer. Der Beitritt Ungarns zur Genfer Flüchtlingskonvention wurde am 12. Juni 1989 wirksam. Ungarn konnte nun die Abschiebung von Flüchtlingen in ihre Heimatländer unter Verweis auf international bindende Vereinbarungen verweigern. Am Plattensee und in Budapest füllten sich in den folgenden Wochen Campingplätze, Parkanlagen und das bundesdeutsche Botschaftsgelände mit zehntausenden DDR-Bürgern. Die symbolische Öffnung eines Grenztors zwischen Österreich und Ungarn beim Paneuropäischen Picknick am 19. August 1989 mit Zustimmung beider Regierungen galt und gilt als erste „offizielle“ Öffnung des Eisernen Vorhangs. Die Auswirkungen dieser zunächst von der Weltöffentlichkeit wenig beachteten Maßnahme waren dramatisch und trugen entscheidend zum Fall des Eisernen Vorhangs, dem Fall der Mauer, dem Zusammenbruch der Sowjetunion, dem Zerfall des Ostblocks und des Warschauer Pakts und zur Demokratisierung Osteuropas sowie zur deutschen Wiedervereinigung bei.
Am 23. Oktober 1989 rief Mátyás Szűrös die Republik Ungarn aus, womit die frühere Staatsform endgültig endete. Dieses Ereignis erlebte Kádár nicht mehr mit. Er starb am 6. Juli 1989. Die erste freie Parlamentswahl seit November 1945 fand am 25. März und 8. April 1990 in Ungarn statt.

## Staatssymbole

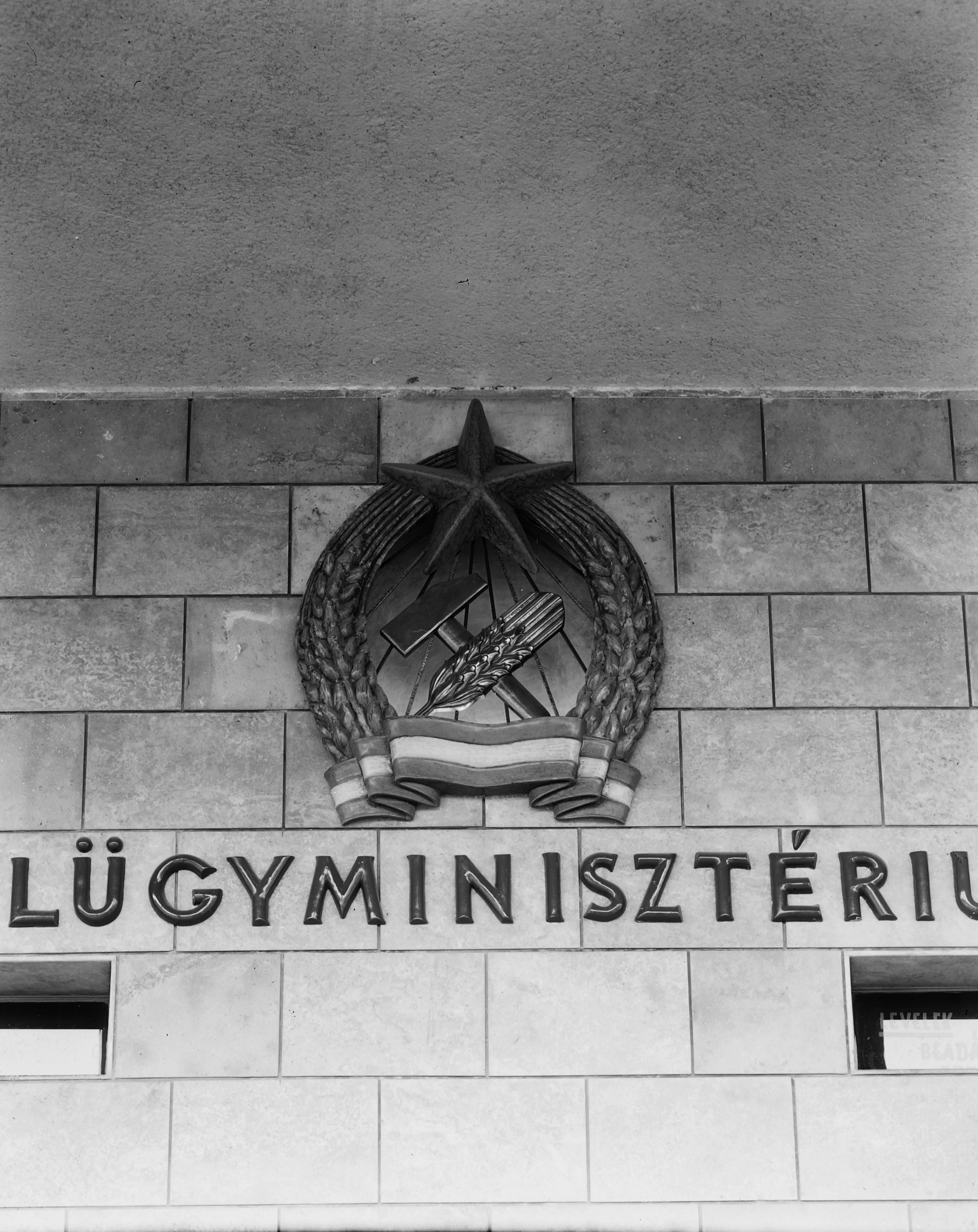
Rákosi-Wappen am Gebäude des Innenministeriums, 1950

Die Flagge der Volksrepublik Ungarn bestand ab 1949 aus drei waagerechten Streifen in den traditionellen Farben rot-weiß-grün, zunächst mit dem sogenannten Rákosi-Wappen in der Mitte, bestehend aus Hammer und Ähre (als Symbol der Arbeiter und Bauern), eingerahmt von einem Getreidekranz mit Rotem Stern. Dieses (bei großen Teilen der Bevölkerung verhasste) stalinistische Wappen wurde 1956 während des ungarischen Volksaufstandes abgeschafft (die ungarische Flagge mit herausgeschnittenem Rákosi-Wappen war eins der Symbole des Aufstandes); unter der Regierung von Imre Nagy galt wieder das Kossuth-Wappen. Nachdem sowjetische Truppen den Aufstand blutig niedergeschlagen hatten, ließ die neue Regierung unter János Kádár ein neues Wappen entwerfen, welches zwar die Wiederherstellung der kommunistischen Diktatur symbolisieren, sich jedoch gleichzeitig vom Stalinismus nominell distanzieren sollte. So entfielen im neuen Wappen von 1957 – inoffiziell Kádár-Wappen genannt – Hammer und Ähren, stattdessen umgab der Getreidekranz mit Rotem Stern fortan lediglich ein schildförmiges Wappen (in der Form dem Kossuth-Wappen ähnlich) mit den ungarischen Nationalfarben.

### Flaggen

1949–1956
1956–1957
1957–1990

### Wappen

1949–1956 Rákosi-Wappen
1956–1957 Kossuth-Wappen
1957–1990 Kádár-Wappen